# 열확산도
열 전달 분석에서 열확산도(영어: Thermal diffusivity)는 밀도로 나뉜 열전도도와 일정한 압력에서의 비열용량이다. 고온부에서 저온부로 물질의 열 전달 속도를 측정한다. SI 단위는 m² / s이다. 열확산도는 일반적으로 α로 표시하지만 a, h, κ, K 및 D도 사용된다.
{\displaystyle \alpha ={\frac {k}{\rho c_{p}}}}
{\displaystyle k} 열전도율 (W/m·K)
{\displaystyle c_{p}} 비열용량 (J/kg·K)
{\displaystyle \rho } 밀도 (kg/m³)
{\displaystyle \rho c_{p}\,}는 용적열용량(volumetric heat capacity - J/m³·K)으로 고려될 수 있다.

## 열확산계수
변별된 용적열용량과 열전도율이 일반적인 열 방정식에서 지배적인 매개변수인 열확산계수로 표현된다.
{\displaystyle \rho c_{p}{\frac {\partial T}{\partial t}}=k\nabla ^{2}T}
{\displaystyle {{\partial T} \over {\partial t}}={{k} \over {\rho c_{p}}}\nabla ^{2}T}
{\displaystyle {{\partial T} \over {\partial t}}=\alpha \nabla ^{2}T}
일반적인 열방정식
{\displaystyle {\dot {u}}=D\nabla ^{2}u}

## 응용
한편 {\displaystyle \rho c_{p}{\frac {\partial T}{\partial t}}=k\nabla ^{2}T}에서
{\displaystyle \rho c_{p}{\frac {\partial T}{\partial t}}-k\nabla ^{2}T=0}또는
{\displaystyle \rho c_{p}{\frac {\partial T}{\partial t}}-\nabla \cdot \left(k\nabla T\right)={\dot {q}}_{V}}이고
여기서 {\displaystyle {\dot {q}}_{V}}은 용적열원(volumetric heat source)이 된다.

## 같이 보기
- 프란틀 수
- 점도
- 푸리에의 법칙